# Tribu des quatre vagues
La Tatak Ng Apat Na Alon Tribe ou tribu des quatre vagues en français, est un collectif transnational constitué de membres de la diaspora philippine qui œuvrent pour la préservation des traditions ancestrales du tatouage philippin. Elle a été fondée en 1996 à Los Angeles par le tatoueur Elle Festin.

## Histoire
Elle Festin est né et a grandi aux Philippines. Ses parents ont émigré aux États-Unis alors qu'il était adolescent. En 1996 lors d'un séjour à Hawaï, il rencontre le tatoueur tahitien Po'oino, le tatoueur de Dwayne Johnson. Celui-ci le tatoue lui fait prendre conscience de son identité indigène. Il se lance alors en quête d'informations sur la culture traditionnelle des Philippines, et plus particulièrement les diverses traditions de tatouage. Elle Festin est vite rejoint par beaucoup d'autres personnes issues de la diaspora philippine. Il se forme au tatouage d'abord avec les machines électriques, puis passe au tatouage traditionnel et se met à concevoir lui-même ses outils.
En 2008 la tribu compte plusieurs centaines de membres actifs éparpillés sur les cinq continents, qui se retrouvent ponctuellement lors de conventions internationales de tatouage. Dans le cadre du tournage de l'épisode de la série de Lars Krutak Tatoo Hunter dédié aux Philippines, Elle Festin et sa femme Zel voyagent dans la province du Kalinga pour rencontrer Whang-Od la dernière tatoueuse traditionnelle. Alors que Elle avait des appréhensions, la vieille femme a organisé une grande cérémonie et lui a demandé de la tatouer. Elle Festin déclare dans le film : "Ce fut une expérience incroyablement inspirante et maintenant, plus que jamais, je sens au plus profond de mon cœur que je devrais continuer ce renouveau pour elle et pour les nombreux autres qui recherchent leur culture et leurs racines. Je veux exposer la grande profondeur et la beauté du tatouage tribal, car les pièces tribales que nous fabriquons ici chez Spiritual Journey ne sont pas des œuvres d'art flash que vous voyez sur les murs d'autres magasins. Au contraire, nous créons un art qui a une énergie et une vie qui lui sont propres et nos clients sont attirés par lui car il contient de nombreux niveaux de sens."
En 2018 la tribu fait l'objet d'un film documentaire réalisé par Jonathan Bougard, alors qu'une délégation d'une trentaine de membres retrouve l'ensemble des maîtres du tatouage traditionnel indigène sur l'île de Moorea en Polynésie française. Durant toute une semaine ils échangent, dansent et se tatouent mutuellement.
En 2021 Elle Festin est le sujet du troisième épisode de la série documentaire Skinindignous.

## Filmographie
- Tatoo Hunter : Philippines. De Kim MacKarrie et Ciara Byrne. 44 min. Half Yard Productions 2009[7].
- Mark of the four waves tribe. De Jonathan Bougard. 26 min. In Vivo Prod 2019[8].
- Skinindigenous. Episode 3. Écrit et réalisé par Sara Ben-Saud. 2021[9]